# Holm von Czettritz
Holm von Czettritz, auch Holm Baron von Czettritz (* 1939 in Berlin; † 12. April 2017) war ein deutscher Werbegrafiker, Illustrator und Maler.

## Leben
Seine frühe Kindheit verbrachte Holm von Czettritz in Mühlhausen/Thüringen, wohin seine Familie aus seiner Geburtsstadt Berlin evakuiert worden war. 1948 flüchtete die Familie über die Zonengrenze nach Hamburg. Seine Mutter sorgte mit einem privat geführten Kinderheim für den Lebensunterhalt. Er verließ 1953 die staatliche Schule, um eine private Kunstschule zu besuchen. Mit sechzehn Jahren erhielt er seine erste Anstellung in der Werbezentrale von Hertie. Er entwarf das Corporate Design der Hertie-Gruppe und der daran angeschlossenen Kaufhäuser. Die Familie zog 1956 nach München. In Bayern leistete er seinen Wehrdienst. Anschließend lebte er in einem möblierten Zimmer in der Maximilianstraße. Auf einer Party in Schwabing freundete er sich mit dem späteren RAF-Terroristen Andreas Baader an. 1962 war Holm von Czettritz mit Baader an den „Schwabinger Krawallen“ beteiligt. Von Czettritz arbeitete einige Zeit als Staubsaugervertreter, dann wurde er bei der Inselfilm Storyboardzeichner.
Er heiratete 1963 und machte bei der Hamburger Agentur „Kreativ Studio“ Karriere, später bei den Werbeagenturen Wilkens, „Springer & Jacoby“ und weiteren. Als einer der jüngsten Kreativdirektoren Deutschlands in den 1960er- und 1970er-Jahren war er für Werbeslogans verantwortlich wie „Der Tag geht, Johnnie Walker kommt“ und wird deshalb als „Werbelegende“ bezeichnet.  1973 folgte er dem Schriftsteller Günter Steffens nach Spanien und begann als freier Künstler zu arbeiten. Als Maler war er jedoch finanziell nicht erfolgreich und kehrte 1975 nach Hamburg zurück, wo er zunächst freiberuflich als Storyboardzeichner tätig war. Mitte der Neunziger startete er eine zweite Karriere als Illustrator. Für Publikationen wie Welt am Sonntag, Hörzu und Gala zeichnete er gesellschaftskritisch „frech hingetuscht“ Personen und Ereignisse des öffentlichen Lebens.
In der TV-Dokumentation „Andreas Baader, der Staatsfeind“ von Klaus Stern aus dem Jahr 2002 kommt Holm von Czettritz als früher Weggefährte Baaders zu Wort. Nach seiner Erzählung baten ihn Anfang der 1970er-Jahre Baader und Gudrun Ensslin das Symbol der RAF zu überarbeiten. Er lehnte ab, nicht aus moralischen, sondern aus ästhetischen Gründen.
2006 erwarb er als Altersruhesitz ein 1914 errichtetes Gebäude im Luftkurort Burg (Dithmarschen), das im Volksmund „Paradiessprudel“ genannt wurde, und baute es zu einer Herberge und einem Veranstaltungsort aus. Er war nur noch als Maler tätig vor allem von großformatigen Männerakten. Am 12. April 2017 wurde Czettritz Opfer eines Tötungsdelikts. Der Pflegehelfer, der in Czettritz' Wohnung zur Betreuung untergebracht war, wurde 2020 wegen Mordes verurteilt.

## Werke (Auswahl)
- 1968: Johnnie Walker – Der Tag geht . . . Johnnie Walker kommt (Werbeslogan)
- 1970: Django, ein Sarg voll Rache (LP, Hörspiel, Coverdesign)[13]
- 1975: Richard Löwenherz – Der Schwarze Ritter (LP, Hörspiel, Coverdesign)[14]
- 1975: Klaus Störtebeker (Unter Blutroter Flagge) (LP, Hörspiel, Coverdesign)[15]
- 1978: Elf Freunde müsst ihr sein (LP, Hörspiel, Coverdesign)[16]

## Filmographie
- 1974/1975: Nebenrolle in Der letzte Schrei, Spielfilm von Robert van Ackeren
- 2002: Andreas Baader – Der Staatsfeind, TV-Dokumentarfilm (Teil I online bei youtube.com)